# São Paulo Futebol Clube (baloncesto)
El São Paulo FC es un equipo de baloncesto que juega en la NBB con sede en São Paulo, Brasil. Este club es la sección de baloncesto del club São Paulo Futebol Clube.

## Palmarés

### Torneos nacionales
- NBB
  - Subcampeón (1): 2020–21
- Super 8
  - Subcampeón  (2): 2020–21, 2021–22
- Campeonato Paulista
  - Campeón (2): 1943, 2021

### Torneos internacionales
- Basketball Champions League Americas:
  - Campeón (1): 2021–22
  - Cuarto lugar (1): 2021
- Copa Intercontinental FIBA:
  - Subcampeón (1): 2023